# Wisdom Hills
Wisdom Hills är en kulle i Antarktis. Den ligger i Östantarktis. Nya Zeeland gör anspråk på området. Toppen på Wisdom Hills är 2 000 meter över havet, eller 736 meter över den omgivande terrängen. Bredden vid basen är 5,0 km.
Terrängen runt Wisdom Hills är huvudsakligen kuperad, men norrut är den bergig. Trakten är obefolkad. Det finns inga samhällen i närheten. 